# Aliivibrio fischeri
Espèce
Aliivibrio fischeri est une bactérie marine Gram-négative. C'est une bactérie bioluminescente hétérotrophe : certaines colonies sont libres et se nourrissent en décomposant de la matière organique, mais très souvent cette bactérie forme des symbioses avec de nombreux organismes marins. A. fischeri se déplace à l'aide d'un flagelle. 

## Classification, génétique
En 2007, des analyses ARN ont permis de reclasser cette espèce, originellement placée dans le genre Vibrio, dans le nouveau genre Aliivibrio.

## Écologie
Les formes planctoniques d'A. fischeri sont présentes en très faibles quantités dans la plupart des océans du globe, plutôt en zone chaude à tempérée. Cette bactérie est bien plus fréquemment présente dans les organes bioluminescents de divers animaux marins. Sa symbiose avec Euprymna scolopes, une petite seiche du Pacifique, est très étudiée pour la compréhension des relations symbiotiques entre animaux et bactéries.

## Bioluminescence
La bioluminescence d'A. fischeri est causée par la transcription de l'opéron lux, qui est induite par la communication intercellulaire dépendante de la population. La population d'A. fischeri doit atteindre un niveau optimal pour activer l'opéron lux et stimuler la production de lumière. Le rythme circadien contrôle l'expression lumineuse, où la luminescence est beaucoup plus brillante pendant la journée et plus faible la nuit, comme nécessaire pour le camouflage.
Le système luciférine-luciférase bactérien est codé par un ensemble de gènes appelé l'opéron lux. Chez A. fischeri, cinq de ces gènes (luxCDABEG) ont été identifiés comme actifs dans l'émission de lumière visible, et deux gènes (luxR et luxI) sont impliqués dans la régulation de l'opéron. Plusieurs facteurs externes et intrinsèques semblent soit induire soit inhiber la transcription de cet ensemble de gènes et produire ou supprimer l'émission de lumière.
A. fischeri est l'une des nombreuses espèces de bactéries qui forment communément des relations symbiotiques avec des organismes marins. Les organismes marins contiennent des bactéries qui utilisent la bioluminescence afin de trouver des partenaires, d'éloigner les prédateurs, d'attirer les proies ou de communiquer avec d'autres organismes. En retour, l'organisme dans lequel vivent les bactéries fournit à celles-ci un environnement riche en nutriments. L'opéron lux est un fragment de 9 kilobases du génome d'A. fischeri qui contrôle la bioluminescence grâce à l'activité catalytique de l'enzyme luciférase. Cet opéron a une séquence génétique connue de luxCDAB(F)E, où luxA et luxB codent pour les sous-unités protéiques de l'enzyme luciférase, et luxCDE code pour un complexe réductase d'acides gras qui produit les acides gras nécessaires pour le mécanisme de la luciférase. LuxC code pour l'enzyme acyl-réductase, luxD code pour l'acyl-transférase, et luxE produit les protéines nécessaires pour l'enzyme acyl-protéine synthétase. La luciférase produit de la lumière bleue/verte par l'oxydation du flavine mononucléotide réduit et d'un aldéhyde à longue chaîne par le dioxygène diatomique. La réaction est résumée comme suit :
FMNH2 + O2 + R-CHO → FMN + R-COOH + H2O + lumière.
Le flavine mononucléotide réduit (FMNH) est fourni par le gène fre, également appelé luxG. Chez A. fischeri, il est directement à côté de luxE (donnant luxCDABE-fre) de 1042306 à 1048745.
Pour générer l'aldéhyde nécessaire dans la réaction ci-dessus, trois enzymes supplémentaires sont nécessaires. Les acides gras nécessaires à la réaction sont prélevés dans la voie de biosynthèse des acides gras par l'acyl-transférase. L'acyl-transférase réagit avec l'acyl-ACP pour libérer R-COOH, un acide gras libre. R-COOH est réduit par un système à deux enzymes en un aldéhyde. La réaction est la suivante :
R-COOH + ATP + NADPH → R-CHO + AMP + PP + NADP+.

## Utilisations
Cette bactérie est un organisme modèle pour 
- l'étude de la bioluminescence microbienne, de la détection du quorum et des symbioses animaux-bactéries[3]. Son nom est un hommage au microbiologiste allemand Bernhard Fischer (en) (1852-1915)[4] ;
- certains tests en écotoxicologie (à titre d'exemple c'est l'un des organismes qui a permis de mettre en évidence la forte toxicité des mégots de cigarettes pour divers organismes aquatiques[5], et plus récemment il a aussi été utilisé pour l'étude de l'écotoxicité des nanoplastiques.

## Synonymes
- Achromobacter fischeri (Beijerinck 1889) Bergey et al. 1930
- Bacillus fischeri (Beijerinck 1889) Trevisan 1889
- Bacterium phosphorescens indigenus (Eisenberg 1891) Chester 1897
- Einheimischer leuchtbacillus Fischer 1888
- Microspira fischeri (Beijerinck 1889) Chester 1901
- Microspira marina (Russell 1892) Migula 1900
- Photobacterium fischeri Beijerinck 1889
- Vibrio noctiluca Weisglass and Skreb 1963